# Stafmuziek der Koninklijke Marine
De Stafmuziek der Koninklijke Marine was een militair harmonieorkest, onderdeel van de Nederlandse Koninklijke Marine. Het werd opgericht in 1864 en was gestationeerd in Den Helder. Na het uitbreken van de Tweede Wereldoorlog werd het orkest opgeheven. Na de oorlog werd in Rotterdam een nieuw orkest opgericht genaamd Marinierskapel der Koninklijke Marine.